# Големаново
Голема̀ново (изписване до 1945 година: Голѣманово) е село в Северозападна България. То се намира в община Кула, област Видин.

## География
В близост до селото има два язовира, които са подходящи за риболов. В селото няма канализация и хората пият вода от кладенци. Има пет паметника, свързани със загинали във войните селяни. Две училища, читалище и църква, построена през 1886 г. Декорацията на църквата „Рождество Богородично“ е дело на дебърския зограф Кръсто Янков.

## История
В края на XVIII и началото на XIX век в селото се установяват преселници от Тетевенско, като и до днес местният диалект е силно повлиян от централния балкански говор, контрастирайки с околните преходни и северозападни говори.
При избухването на Балканската война в 1912 година един жител на Големаново е доброволец в Македоно-одринското опълчение.
През лятото на 1950 година, по време на колективизацията, 197 души или повече от половината членове на новосъздаденото Трудово кооперативно земеделско стопанство (ТКЗС). Това предизвиква намесата на околийските власти и чистка сред местните комунистически активисти, като са уволнени председателят на ТКЗС, партийният секретар на селото, чиновници и бригадири, обявени за „хора, които не са били с нашата власт“.
През зимата на 1950 – 1951 година, по време на довелата до Кулските събития насилствена кампания за „масовизация“ на колективизацията, в селото е изпратен от Кула комунистическият функционер Желю Желев. Той арестува 24 души и след продължителни побоища част от тях приемат да постъпят в ТКЗС, а останалите 12 са принудени да подпишат декларации, че са „врагове на ТКЗС и народната власт“ и са изпратени на принудителна работа в кариерите при строежа на ВЕЦ „Китка“ над Горни Лом. През този период 18 семейства (69 души) от селото са принудително изселени от режима.
През лятото на 1952 година Държавна сигурност разкрива в Големаново горянска група, петима членове на която са осъдени на 12 до 20 години затвор. Малко по-късно кметът на селото, който свидетелства срещу тях и настоява за най-тежки присъди, малко по-късно е открит мъртъв, като според слуховете е убит от друга горянска група в селото, която след това успява да се прехвърли в Югославия.

## Население
Преброяване на населението през 2011 г.
Численост и дял на етническите групи според преброяването на населението през 2011 г.:
|                     | Численост | Дял (в %) |
| Общо                | 126       | 100,00    |
| Българи             | 106       | 84,12     |
| Турци               | 0         | 0,00      |
| Цигани              | 20        | 15,87     |
| Други               | 0         | 0,00      |
| Не се самоопределят | 0         | 0,00      |
| Неотговорили        | 0         | 0,00      |

## Редовни събития
Селският събор се провежда между 20 и 27 юли.

### Цитирани източници
- Груев, Михаил. Преорани слогове. Колективизация и социална промяна в Българския северозапад 40-те – 50-те години на XX век.   София, Сиела, 2009. ISBN 978-954-28-0450-5.